# Примат права Європейського Союзу
Примат права Європейського Союзу (іноді його називають верховенством або пріоритетом європейського права) — правовий принцип верховенства згідно з вищим правом, який встановлює перевагу права Європейського Союзу над суперечливими національними законами держав-членів Європейського Союзу.
Цей принцип було виведено з тлумачення Суду Справедливости, який постановив, що європейське право має пріоритет над будь-яким порушним національним законодавством, включаючи конституцію самої держави-члена. Для Суду Справедливости національні суди та державні службовці повинні не застосовувати національну норму, яку вони вважають несумісною із законодавством ЄС.
Більшість національних судів загалом визнали та прийняли цей принцип, за винятком тієї частини, де європейське право має перевагу над конституцією держави-члена. У результаті національні конституційні суди також залишили за собою право перевіряти відповідність права ЄС національному конституційному праву.
Деякі держави передбачають, що якщо національне законодавство та законодавство ЄС суперечать, суди та державні службовці зобов’язані призупинити застосування національного законодавства, передати питання до національного конституційного суду та дочекатися прийняття ним рішення. Якщо норму було визнано конституційною, вони автоматично зобов’язані застосовувати національний закон. Це може створити протиріччя між національним конституційним судом і європейським Судом Справедливости, як-от 7 жовтня 2021 року, коли Конституційний трибунал Республіки Польща виніс рішення у справі K 3/21, оскаржуючи примат права Європейського Союзу в певних сферах польського правопорядку.

## Історія
У справі Коста проти ENEL Фламініо Коста був громадянином Італії, який виступав проти націоналізації енергетичних компаній. Оскільки він мав акції приватної корпорації, підпорядкованої націоналізованій компанії ENEL, він на знак протесту відмовився платити за електроенергію. У подальшому позові, поданому ENEL до італійських судів, він стверджував, що націоналізація порушує законодавство ЄС про державу, яка спотворює ринок. Італійський уряд вважав, що приватна особа не може поскаржитися на це питання, оскільки це рішення ухвалюється національним законом. Суд Справедливости виніс рішення на користь уряду, оскільки відповідна норма договору про невикривлений ринок була такою, щодо якої лише Комісія могла оскаржити уряд Італії. Як фізична особа Коста не мав права оскаржувати це рішення, оскільки це положення договору не мало прямої дії. Але щодо попереднього питання щодо здатности Кости порушувати питання права ЄС проти національного уряду в судах у цій державі-члені Суд ЄС не погодився з італійським урядом. Він постановив, що законодавство ЄС не буде ефективним, якщо Коста не зможе оскаржити національне законодавство на підставі його ймовірної несумісности з законодавством ЄС.
З усіх цих зауважень випливає, що закон, який випливає з договору, незалежного джерела права, не міг, через його особливу та оригінальну природу, бути відмінений національними правовими положеннями, як би вони не були сформульовані, не позбавляючи його характеру права спільноти та не ставлячи під сумнів правову основу самого співтовариства.
В інших випадках законодавчі збори штатів записують пріоритет права ЄС у свої конституції. Наприклад, Конституція Ірландії містить такий пункт: «Жодне положення цієї Конституції не скасовує прийняті закони, вчинені дії чи заходи, прийняті державою, які вимагаються зобов’язаннями членства в Європейському Союзі чи Спільноті».
- C-106/77, Управління фінансами проти Simmenthal SpA [1978] ECR 629, обов’язок відмінити положення національного законодавства, які є несумісними з правом Союзу.
- C-106/89 Marleasing SA проти La Comercial Internacional de Alimentacion SA [1991] ECR I-7321, національне законодавство повинно тлумачитися та застосовуватися, якщо це можливо, щоб уникнути конфлікту з правилом Спільноти.

Стаття I-6 Європейської конституції зазначала: «Конституція та закон, прийняті інституціями Союзу під час виконання наданих їм повноважень, мають пріоритет над законодавством держав-членів». Запропонована конституція так і не була ратифікована після того, як її відхилили на референдумах у Франції та Нідерландах у 2005 році. Її заміна, Лісабонський договір, не включав статтю про примат, а натомість містив таку декларацію:
17. Декларація про примат

Конференція нагадує, що відповідно до усталеної судової практики Суду Європейського Союзу, Договори та право, прийняте Союзом на основі Договорів, мають пріоритет над правом держав-членів за умов, визначених цією практикою.

Конференція також вирішила додати як додаток до цього Заключного акта Висновок Юридичної служби Ради про пріоритет права ЄС, викладений у справі 11197/07 (JUR 260):
Висновок Юридичної служби Ради
ЄС від 22 червня 2007 року
З прецедентного права Суду ЄС випливає, що верховенство права ЄС є наріжним принципом права Союзу. На думку Суду, цей принцип притаманний специфічній природі Європейської Спільноти. На момент винесення першого рішення цього усталеного прецедентного права (Коста/ENEL, 15 липня 1964 року, справа 6/641 (1) в договорі не було жодної згадки про верховенство. Така ситуація зберігається і сьогодні. Той факт, що принцип примату не буде включений до майбутнього договору, жодним чином не змінює існування цього принципу та існуючої прецедентної практики Суду ЄС.

(1) Звідси випливає (...), що право, яке випливає з договору, що є незалежним джерелом права, не може, з огляду на його особливий і оригінальний характер, бути відмінено внутрішньодержавними правовими положеннями, як би вони не були сформульовані, без втрати характеру права Спільноти і без того, щоб правова основа самої Спільноти була б поставлена під сумнів.— Declaration 17, Consolidated EU Treaties

## Окремі держави
Залежно від конституційної традиції держав-членів, були розроблені різні рішення для адаптації питань несумісности між державним законодавством і правом Союзу одне до одного. Вважається, що право ЄС має верховенство над правом держав-членів, але не всі держави-члени поділяють аналіз Європейського суду щодо того, чому право ЄС має перевагу над законодавством держави, якщо виникає конфлікт.

### Бельгія
У своїй постанові від 27 травня 1971 року, яку часто називають «постановою Франко-Суїса Ле Скі» або «постановою щодо сирного спреду» (нід. Smeerkaasarrest), касаційний суд Бельгії постановив, що договори, що набувають чинности, переважають над національним законодавством і навіть над Конституцією Бельгії.
У 2016 році Конституційний суд Бельгії постановив, що верховенство права ЄС над Конституцією Бельгії обмежене. Імітуючи юриспруденцію Конституційного суду Німеччини щодо Identitätsvorbehalt, він постановив, що право ЄС не може порушувати суть конституційної ідентичности Бельгії.

### Чехія
Стаття 10 Конституції Чеської Республіки говорить, що кожен міжнародний договір, ратифікований парламентом Чеської Республіки, є частиною законодавчого порядку Чехії та має пріоритет над усіма іншими законами.

### Франція
Як і в багатьох інших державах у рамках правової традиції цивільного права, судова система Франції поділена на звичайні та адміністративні суди. Звичайні суди визнали верховенство права ЄС у 1975 році, але адміністративні суди прийняли цю доктрину лише у 1990 році. Вищий адміністративний суд, Державна рада, постановила, що оскільки адміністративні суди не мають повноважень судового перегляду законодавства, ухваленого французьким парламентом, вони не можуть визнати, що національне законодавство несумісне з правом Союзу, або надати йому перевагу над суперечливим державним законом. Це було на відміну від вищого звичайного суду, Касаційного суду; у справі Administration des Douanes v Société 'Cafes Jacques Vabre' et SARL Wiegel et Cie, він постановив, що пріоритет має бути надано праву Союзу над державним правом відповідно до вимог статті 55 Конституції Франції, яка надає верховенство ратифікованому міжнародному договору над державним правом. Адміністративні суди нарешті змінили свою позицію у справі Рауля Жоржа Ніколо вирішивши слідувати аргументації, використаній Касаційним судом.

### Німеччина
У своєму рішенні Solange I (1970) Федеральний конституційний суд Німеччини сформулював конституційні обмеження інтеграції Німеччини в Європейський Союз. Суд висловив стурбованість тим, що Європі бракує «демократично легітимного парламенту, який обирається прямим загальним голосуванням», або «кодифікованого каталогу основних прав». Отже, він стверджував, що незалежний перегляд був необхідним для забезпечення того, щоб захист, який не підлягає зміні, дотримувався Основоположним законом Німеччини.
У відповідь Європейський парламент, Рада та Комісія опублікували спільну декларацію, у якій наголошується на «першорядній важливості» основних прав, як це випливає з конституцій обох держав-членів та Європейської конвенції з прав людини 1977 року. У справі Solange II (1986), Конституційний суд Німеччини постановив, що до тих пір, поки законодавство ЄС має рівень захисту основних прав, який в основному відповідає захисту, передбаченому Конституцією Німеччини, він більше не буде переглядати конкретні акти ЄС у світлі цієї Конституції.
Справи Золанґе породили «відносини співпраці» між Федеральним конституційним судом і європейським Судом Справедливости. Це дружнє суперництво значно вплинуло на юриспруденцію останнього суду, і було реанімовано у світлі фінансових суперечок у справі Ґаувайлер та інші проти Бундестагу (2015).

### Ірландія
Третя поправка до Конституції Ірландії прямо передбачила верховенство права ЄС в Ірландії, передбачивши, що жодне інше положення конституції Ірландії не може скасовувати прийняті закони, якщо вони вимагалися членством у Європейських Спільнотах. У справі Кротті проти Ан Тайсіч Верховний суд Ірландії постановив, що ратифікація Єдиного європейського акту Ірландією не була необхідною через членство в Європейських Співтовариствах і тому могла бути предметом перегляду судами.

### Італія
У справі Frontini v. Ministero delle Finanze (1974) позивач домагався нехтування національним законом, не чекаючи, поки це зробить Конституційний суд Італії. Суд Справедливости постановив, що верховний суд кожної держави повинен застосовувати законодавство Союзу в повному обсязі.

### Литва
Конституційний суд Литви 14 березня 2006 р. у справі №. 17/02-24/02-06/03-22/04, § 9.4 у розділі III, що право ЄС має верховенство над звичайними правовими актами литовського парламенту, але не над конституцією Литви. Якщо Конституційний суд визнає, що законодавство ЄС суперечить конституції, попередній закон втрачає свою пряму силу і залишається незастосовним.

### Мальта
Стаття 65 конституції Мальти передбачає, що всі закони, прийняті парламентом, повинні відповідати законодавству ЄС і зобов’язанням Мальти, що випливають з її Договору про вступ.

### Нідерланди
Конституція Королівства Нідерландів (Grondwet) функціонує як кодифікація політичної практики, а не як нормативний набір надійних гарантій. Як і у Сполученому Королівстві, законодавча влада має широкі повноваження щодо визначення конституційного права, а також обмежень щодо захисту прав. Ґрондвет не закріплює ні абсолютного права на справедливий суд, ні на життя, ні на власність, і містить кілька вказівок щодо формування урядів. Крім того, судовий контроль конституційности парламентських актів був заборонений у 1848 р.
Тим не менш, інтеграція в ЄС була відносно безперебійним процесом через моністичний правопорядок Нідерландів, який розглядає міжнародне право на рівні з національним законодавством навіть за відсутности будь-якого імплементаційного статуту. Таким чином повноваження щодо перегляду договорів значно розширили повноваження нідерландських судів, а Хартія основних прав ЄС фактично слугує біллем про права, який має законну силу. Нідерланди гарантують, що їхні судді інформовані про законодавство ЄС, пропонуючи відповідні курси через Навчально-навчальний центр для суддів, і надаючи кожному суду експерта-координатора з європейського права, відповідального за надання вказівок щодо практичного правового застосування.

### Польща
Nie ona jednak - na zasadzie wyłączności - determinuje ostateczne decyzje podejmowane przez suwerenne państwa członkowskie w warunkach hipotetycznej kolizji pomiędzy wspólnotowym porządkiem prawnym a regulacją konstytucyjną. W polskim systemie prawnym decyzje tego typu winny być podejmowane zawsze z uwzględnieniem treści art. 8 ust. 1 Konstytucji. Zgodnie z art. 8 ust. 1 Konstytucji pozostaje ona najwyższym prawem Rzeczypospolitej.
Однак вона не визначає - на виключній основі - остаточні рішення, прийняті суверенними державами-членами в умовах гіпотетичної колізії між правовим порядком Спільноти і конституційним регулюванням. У польській правовій системі рішення такого типу завжди повинні прийматися з урахуванням змісту статті 8(1) Конституції. Відповідно до статті 8(1) Конституції, вона залишається найвищим законом Республіки.— «Вердикт Конституційного Трибуналу Польщі від 11 травня 2005 року»; K 18/04
У той час як Польща відкидає ідею примату права Європейського Союзу, як це визначено в прецедентному праві на основі рішення K 18/04 Конституційного трибуналу, вона дотримується статті 91. сек 3. Конституції, яка надає міжнародним організаціям можливість формулювати закони, які можуть замінити польські статути. Закон має пріоритет у суперечности зі статутом, якщо закон узгоджується з текстом договору, який створює цю міжнародну організацію. Ратифікований міжнародний договір також замінює статут, якщо статут неможливо узгодити з договором на підставі статті 91. сек. 2.
Трибунал також постановив, що законодавство ЄС не може мати перевагу над конституцією Польщі. У конфлікті між правом ЄС і конституцією перевагу має конституція. Після цього Польща може прийняти суверенне рішення щодо вирішення конфлікту між законодавством ЄС і Конституцією (шляхом зміни конституції, спроби змінити законодавство ЄС або виходу з ЄС).
7 жовтня 2021 року Конституційний трибунал Польщі постановив, що деякі положення договорів ЄС і деякі рішення судів ЄС суперечать найвищому закону Польщі.

## Сполучене Королівство як колишня держава-член
Сполучене Королівство було членом Європейського Союзу та його попередника Європейських Спільнотах з 1 січня 1973 року до 31 січня 2020 року. Протягом цього часу питання переваги законодавства ЄС над національним законодавством було важливим питанням і приводом для дискусій як серед політиків, так і в судовій системі.

У справі R (Factortame Ltd) проти державного секретаря транспорту, Палата лордів постановила, що суди Сполученого Королівства мають повноваження «скасувати» акти парламенту, якщо вони суперечать законодавству ЄС. Лорд Брідж стверджував, що парламент добровільно прийняв це обмеження свого суверенітету і цілком усвідомлював, що навіть якщо обмеження суверенітету не було невід'ємним елементом Римського договору, воно було добре встановлено судовою практикою до того, як парламент ухвалив Акт про Європейські Спільноти 1972 року.
Якщо верховенство права Спільноти над національним правом держав-членів не завжди було притаманне Договору про заснування ЄЕС, воно, безумовно, було добре закріплене в практиці Суду ЄС задовго до того, як Сполучене Королівство приєдналося до Співтовариства. Таким чином, будь-яке обмеження свого суверенітету, на яке погодився Парламент, ухвалюючи Закон про Європейські Спільноти 1972 року, було цілком добровільним. Відповідно до положень Закону 1972 року, завжди було зрозуміло, що обов'язком суду Сполученого Королівства при винесенні остаточного рішення є відміна будь-якої норми національного права, яка суперечить будь-якій нормі права Спільноти, що має пряму юридичну силу.
У 2011 році уряд Великої Британії, як частина коаліційної угоди консерваторів і ліберальних демократів після загальних виборів у Великій Британії 2010 року, прийняв Закон про Європейський Союз 2011 року, намагаючись вирішити проблему шляхом додавання положення про суверенітет. Це положення було введено в дію в розділі 18, який говорить:
Пряме або безпосередньо чинне законодавство ЄС (тобто права, повноваження, обов'язки, зобов'язання, обмеження, засоби правового захисту та процедури, згадані в розділі 2(1) Закону про Європейські Спільноти 1972 року) визнаються та застосовуються у Сполученому Королівстві лише на підставі цього Закону або у випадках, коли вони повинні бути визнані та застосовані на підставі будь-якого іншого Закону.
Однак у справі R (HS2 Action Alliance Ltd) проти державного секретаря з питань транспорту 2014 року Верховний суд Сполученого Королівства зазначив:
Сполучене Королівство не має писаної конституції, але у нас є низка конституційних документів. До них належать Велика хартія вольностей, Петиція про право 1628 року, Білль про права, а також (у Шотландії) Акт про права 1689 року, Акт про поселення 1701 року та Акт про унію 1707 року. До цього переліку можна додати Акт про Європейські Спільноти 1972 року, Акт про права людини 1998 року та Акт про конституційну реформу 2005 року. Саме загальне право також визнає певні принципи фундаментальними для верховенства права. Безумовно, можна сперечатися (і саме законодавство і суди Сполученого Королівства мають визначати це), що можуть існувати фундаментальні принципи, які містяться в інших конституційних документах або визнані загальним правом, і скасування яких Парламент, коли приймав Закон про Європейські Спільноти 1972 року, не передбачав і не уповноважував.
О 23:00 за Ґринвічем (00:00 за центральноєвропейським часом у Брюсселі ) 31 січня 2020 року, після 47 років членства, Сполучене Королівство стало першою країною-членом, яка офіційно вийшла з Європейського Союзу. Воно зробило це згідно з умовами угоди про вихід з ЄС. У той же час Закон про Європейські Спільноти 1972 року (ECA 1972), законодавчий акт, який включив право ЄС у внутрішнє законодавство Сполученого Королівства, був скасований Актом про вихід з Європейського Союзу 2018 року, хоча дію Акту 1972 року було збережено перехідними положеннями, щоб дозволити законам ЄС продовжувати мати юридичну силу у Сполученому Королівстві до кінця періоду імплементації, який завершився 31 грудня 2020 року. Оскільки період імплементації закінчився, законодавство ЄС більше не поширюється на Сполучене Королівство. Проте принцип верховенства права ЄС застосовується до тлумачення збереженого права ЄС.
У вересні 2021 року уряд Сполученого Королівства оголосив про перегляд збереженого законодавства ЄС, маючи на меті скасувати особливий статус збереженого законодавства Європейського Союзу, який наразі зберігається у Сполученому Королівстві, а також скасувати збережені закони ЄС, які «більше не підходять для Сполученого Королівства».
Закон про чинне право ЄС (скасування та реформування) від 2023 року набув чинности в червні 2023 року, він дозволяє уряду Сполученого Королівства скасовувати чинне законодавство ЄС, вносити зміни до тих законів, що залишилися, а також змінювати тлумачення таких законів. Початковий закон мав на меті скасувати понад 4000 законів до кінця 2023 року, однак пізніше ця кількість була скорочена до 800, а решта законів все ще перебуває на стадії перегляду. Закон набув чинности 1 січня 2024 року, у результаті чого верховенство права ЄС у Сполученому Королівстві кінцево припинилося, а закони, що залишилися в силі, більше не потребують тлумачення відповідно до принципів права ЄС.